# والتر أورتمان
والتر أورتمان (بالإنجليزية: Walter Orthman) (19 أبريل 1922 - 2 أغسطس 2024) كان معمر برازيلي الجنسية ويحمل الرقم القياسي العالمي لموسوعة غينيس لأطول حياة مهنية قضاها موظف في شركة واحدة.
بدأ العمل في شركة نسيج تدعى رينيو فيو (بالأجليزية:ReneauxView) في بروسكي، سانتا كاتارينا كمساعد شحن في عام 1938 واستمر في العمل في الشركة حتى عام 2022 على الأقل.

## سيرته
وُلد أورتمان في 19 أبريل 1922 في بلدة برازيلية كان يسكنها عدد كبير من الألمان وهو من أصل ألماني. عرف عنه أنه طالب ممتاز، لكنه ترك المدرسة في سن المراهقة لتقديم المساعدة المالية لعائلته التي عانت من ظروف مالية صعبة فتقدم بطلب للعمل في شركة رينيو فيو للنسيج. وفي 17 يناير 1938، بفضل إتقانه للغة الألمانية، حصل أورتمان على وظيفة هناك كمساعد تعبئة وتغليف في سن الخامسة عشرة. بعد بلوغه سن المائة عام في أبريل 2022، حطم الرقم القياسي العالمي لأطول مسيرة مهنية في نفس الشركة بلغت حوالي 80 عاماً. على مدار مسيرته المهنية، حصل على أجره بتسع فئات مختلفة من العملات و استخدم كل شركات الطيران التجارية تقريباً في تاريخ الطيران البرازيلي. خلال مسيرته مع الشركة، تولى المزيد من المسؤوليات، وانتقل في النهاية إلى وظيفة المبيعات. وخلال الأسبوع الأول من توليه هذه الوظيفة، باع عدداً كافياً من الطلبات لإبقاء المصنع مشغولاً لمدة ثلاثة أشهر، ويقول أورتمان أنه أدرك أن هذا هو ما يريد القيام به لبقية حياته. بعد فترة وجيزة، أصبح مديرا في قسم المبيعات. احتفل أورتمان بعيد ميلاده المائة مع الأصدقاء في الشركة في 19 أبريل 2022.
وشهد الكثير من الأحداث التاريخية خلال سنواته، ففي عام 1936، شهد مرور سفينة زيبلين 129 هيندينبيرغ، أكبر منطاد في العالم، فوق مدينة بروسكي.
خلال الحرب العالمية الثانية، جُند أورتمان في الجيش البرازيلي، الذي أرسل فرقة مشاة إلى إيطاليا للقتال مع الجيش الخامس الأمريكي. ويذكر: "أُرسل خمسة من زملائي الجنود، ولحسن الحظ، لم يروا الكثير من المعارك ونجوا". كما كانت سنوات الحرب تعني تغييرات أخرى لأورتمان. نشأ في وسط ألماني في بروسكي ولم يتحدث سوى الألمانية، والتي كانت محظورة عندما أعلنت البرازيل الحرب على ألمانيا في عام 1942. وصرح قائلاً: "لقد اضطررت إلى تعلم اللغة البرتغالية بأسرع ما يمكن".
عندما كان عمره 75 عاما، خضع لاستئصال إحدى كليتيه لأنه لم يكن يشرب كمية كافية من الماء.

## عائلته
تزوج أورتمان مرتين وتوفيت زوجتة الأولى في عام 1978. في عام 2021، توفي ابنه من زواجه الثاني، مارسيلو، بسبب مرض فيروس كورونا 2019 وكان عمره 27 عاماً.

## وفاته
توفي أورثمان لأسباب طبيعية في منزله في 2 أغسطس 2024، عن عمر يناهز 102 عاماً.